# Die Zeitfalte
Die Zeitfalte (englischer Originaltitel A Wrinkle in Time) ist ein Kinderbuch der US-amerikanischen Schriftstellerin Madeleine L’Engle, das 1962 beim Verlag Farrar, Straus & Giroux veröffentlicht wurde. Im deutschsprachigen Raum ist es auch unter den Titeln Spiralnebel 101 und Das Zeiträtsel bekannt.  Die Geschichte kombiniert Elemente von Fantasy und Science-Fiction. Das Buch wurde mit mehreren Literaturpreisen ausgezeichnet und zweimal verfilmt, zuletzt als Das Zeiträtsel von Ava DuVernay. Zusammen mit seinen Fortsetzungen gelten L’Engles Zeit-Bücher im angelsächsischen Raum als Klassiker der phantastischen Literatur.

## Handlung
Die dreizehnjährige Margaret Murry, genannt Meg, ist in der Schule eine Außenseiterin. Ihre einzigen Verbündeten sind ihre drei jüngeren Brüder: ihre draufgängerischen Zwillingsbrüder Sandy und Dennis, die sie gegen Mobbing verteidigen, und ihr jüngster Bruder, der hochintelligente Charles Wallace, zu dem Meg eine besonders enge Verbindung hat. Charles Wallace besitzt die Gabe, sich auf telepathische Weise in andere einzufühlen, und wird wegen seines eigenartigen und altersuntypischen Verhaltens ebenfalls ausgegrenzt. Megs Vater Alexander Murry ist ein Physiker, der vor fünf Jahren auf mysteriöse Weise verschwand, während er an einem geheimen wissenschaftlichen Projekt arbeitete. Im Kern des Experiments stand das Konzept einer sogenannten Tesserung (im Original und in der deutschen Erstausgabe: Tesseract), einer Methode, über weite Entfernungen durch Raum und Zeit zu reisen, die er gemeinsam mit Megs Mutter, die ebenfalls Wissenschaftlerin ist, entwickelt hat. Nur seine Familie glaubt noch an seine Rückkehr.
Während eines Gewitters taucht eine wunderliche alte Frau bei den Murrys auf, die unter dem Namen Frau Wasdenn (Original und deutsche Erstausgabe: Mrs Whatsit) in der Nähe lebt. Als sie Frau Wasdenn am nächsten Tag besuchen wollen, lernen sie Calvin O’Keefe kennen, der Megs Schule besucht und ähnliche Fähigkeiten wie Charles Wallace besitzt. Es stellt sich heraus, dass Frau Wasdenn und ihre Begleiterinnen, die sich Frau Diedas und Frau Dergestalt (Original und deutsche Erstausgabe: Mrs Who und Mrs Which) nennen, außerirdische Wesen sind. Sie berichten den Kindern, dass ihr Vater in Gefahr ist. Mithilfe einer Tesserung nehmen sie Meg, Charles Wallace und Calvin mit auf eine Reise, um ihrem Vater zu Hilfe zu kommen. Auf dem Planeten Uriel erfahren sie, dass eine greifbare Dunkelheit sich im Universum ausbreitet und immer mehr Planeten erfasst. Auch die Erde ist bereits davon bedroht. Frau Wasdenn, Frau Diedas und Frau Dergestalt begleiten die Kinder weiter auf den Planeten Camazotz. Dort lassen sie sie allein zurück und tragen ihnen auf, nach Alexander Murry zu suchen, der dort gefangen gehalten wird. Auf Camazotz leben die Menschen in einem gleichförmigen Rhythmus, in dem alle exakt zur selben Zeit dasselbe tun. Meg, Charles Wallace und Calvin suchen die zentrale Stelle, von der aus die Handlungen aller gesteuert werden. Dort entdecken sie, dass der Planet sich unter dem Einfluss einer abstrakten, bösen Macht befindet, die nur als ES bezeichnet wird. ES unterwirft alle Lebewesen seinem Willen. Den Kindern gelingt es für eine Weile, ihm Widerstand zu leisten. Charles Wallace ergibt sich seiner Macht freiwillig in der Absicht, sie von innen auszukundschaften, verfällt ihr aber und wird zu ihrem willenlosen Diener, der nun versucht, auch Meg und Calvin zum Aufgeben zu bewegen.
Sie finden Alexander Murry in seinem Gefängnis und können ihn befreien. Allerdings beginnt ES, auch ihn, Meg und Calvin in seinen Bann zu ziehen. Durch eine Tesserung gelingt es ihnen, Camazotz zu verlassen, bevor ES von ihnen Besitz ergreift. Dabei müssen sie Charles Wallace zurücklassen. Da sie das Reisen per Tesserung nur unvollkommen beherrschen, landen sie überraschend auf einem unbekannten grauen Planeten, der von großen Gestalten mit Fell und Tentakeln bewohnt wird. Sie wirken erst angsteinflößend, stellen sich aber als fürsorglich und hilfsbereit heraus und pflegen die Reisenden gesund. Dort treffen sie wieder auf Frau Wasdenn, Frau Diedas und Frau Dergestalt. Unter ihrer Anleitung erkennt Meg, dass nur sie ihren Bruder befreien kann. Frau Wasdenn erklärt ihr, sie besitze etwas, das ES nicht kenne und dem ES nicht gewachsen sei. Als sie wieder auf Camazotz ankommt und Charles Wallace wiedertrifft, versteht sie diese Anweisung: Es ist ihre Liebe zu ihrem Bruder, die ihn schließlich wieder zu sich kommen lässt. Nachdem nun die ganze Familie wieder frei ist, gelingt es ihnen, nach Hause zurückzureisen. Die Familie Murry ist wieder vereint, und auch Calvin, der von seiner eigenen Familie vernachlässigt wird, hat endlich ein liebevolles Umfeld gefunden.

## Themen
Die Suche nach naturwissenschaftlicher Erkenntnis steht im Zentrum der Geschichte. Meg und ihre Brüder wachsen in einem wissenschaftlichen Umfeld auf; ihre Eltern arbeiten gemeinsam an neuen Forschungsmethoden und fördern das wissenschaftliche Denken ihrer Kinder. Auch nach dem Verschwinden ihres Vaters führt ihre Mutter ihre Experimente weiter und verbringt viel Zeit in ihrem an ihr Wohnhaus angeschlossenen Labor. Meg interessiert sich für Mathematik, insbesondere für die euklidische Geometrie, und kann sich oft in mathematischen Konzepten besser ausdrücken als in Worten. Ihr Freund Calvin dagegen interessiert sich für Sprache und Kommunikation. Ihr Ziel erreichen sie durch die Kombination ihrer Begabungen. Als Madeleine L’Engle das Buch schrieb, interessierte sie sich für Quantenphysik. Inspiriert von den Erkenntnissen Max Plancks und  Albert Einsteins erfand sie ihr eigenes, frei interpretiertes Konzept von Reisen durch Raum und Zeit.
Gleichzeitig prägen christliche Themen den Roman. Das beschriebene Universum wurde von einem Gott erschaffen, und die drei Helferinnen der Kinder können als Engel aufgefasst werden. Im Buch finden sich auch Bezüge zu Jesus sowie Zitate aus der Bibel. L’Engle sah dies nicht als Widerspruch zu den wissenschaftlichen Ideen, auf denen das Buch basiert. Sie betonte immer wieder ihren christlichen Glauben, lehnte es aber ab, die Bibel wörtlich zu nehmen, sondern betrachtete viele biblische Geschichten ebenfalls als fantastische Literatur. Im Zentrum des Buches stehen universelle Werte wie Frieden, Freundschaft, Liebe, Verantwortung und Verständigung zwischen verschiedenen Kulturen.
Eine zentrale Rolle spielen verschiedene Konzepte von Gleichheit: Meg, die immer darunter gelitten hat, anders zu sein als andere, lernt im Verlauf der Geschichte, die Unterschiedlichkeit von Menschen und Kulturen zu schätzen. Auf Camazotz erkennt sie, dass die Gleichartigkeit aller Menschen nichts Erstrebenswertes ist, wohl aber Gleichberechtigung und gegenseitiger Respekt. Der Kampf gegen ES ist auch als Widerstand gegen autoritäre Regime zu verstehen.
Die Zeitfalte zeigt viele Bezüge zu bekannten Werken der Weltliteratur, insbesondere zu den Theaterstücken William Shakespeares. Fortinbras, der Hund der Familie Murry, ist nach Prinz Fortinbras aus Hamlet benannt, und Mrs Whatsit, Mrs Who und Mrs Which beziehen sich bei ihrem ersten gemeinsamen Auftritt auf die drei Hexen aus Macbeth. Mrs Who (Frau Diedas), die Schwierigkeiten mit der menschlichen Sprache hat, drückt sich oft durch Zitate aus.

## Publikationsgeschichte
L’Engle musste lange nach einem Verlag suchen, der Die Zeitfalte herausbringen wollte, obwohl sie zu diesem Zeitpunkt bereits sechs Romane veröffentlicht hatte, zuletzt den preisgekrönten Roman Meet the Austins. Sie erhielt zahlreiche Absagen mit der Begründung, die Zielgruppe des Buches (Kinder oder Erwachsene) sowie sein Genre (Fantasy oder Science-Fiction) seien unklar und ein Buch mit einem Mädchen als Protagonistin werde sich nicht verkaufen. 26 Verlage lehnten ihr Manuskript ab, bis schließlich Farrar, Straus & Giroux das Buch in sein Programm aufnahm. L’Engle berichtete, dass viele Verlage ihr später mitteilten, dass sie ihre Absagen bedauerten. Der Autorin zufolge fehlte es den meisten Erwachsenen – im Gegensatz zu Kindern – an Verständnis für das Buch:

„It is still amazing to me that A Wrinkle in Time was considered too difficult for children. My children were seven, ten, and twelve while I was writing it, and they understood it. The problem is not that it's too difficult for children, but that it's too difficult for grown ups.“

„Es erstaunt mich immer noch, dass Die Zeitfalte als zu schwierig für Kinder angesehen wurde. Meine Kinder waren sieben, zehn und zwölf, während ich es schrieb, und sie haben es verstanden. Das Problem ist nicht, dass es zu schwierig für Kinder ist, sondern dass es zu schwierig für Erwachsene ist.“

Inzwischen ist das Buch in über 50 Auflagen erschienen, wurde mehr als 10 Millionen Mal verkauft und in mehrere Sprachen übersetzt.
2012 erschien anlässlich des 50. Jubiläums des Buches eine Jubiläumsausgabe, deren Umschlaggestaltung an das von Ellen Raskin gestaltete Cover der Erstausgabe angelehnt ist. 2017 erschien eine Movie Tie-In Edition mit Bildern aus dem Film  Das Zeiträtsel und einem Vorwort von Ava DuVernay.
Eine englischsprachige Hörbuch-Ausgabe, gelesen von Hope Davis, erschien 2012.
Die erste deutsche Übersetzung von Martha Johanna Hofmann erschien 1968 unter dem Titel Spiralnebel 101 – eine mehr als abenteuerliche Geschichte im Claudius-Verlag, ab 1974 als Taschenbuch im Verlag Ravensburger. 1984 erschien eine Neuübersetzung von Wolf Harranth unter dem Titel Die Zeitfalte im Thienemann Verlag. Diese Fassung wurde viele Male neu aufgelegt, zwischen 1988 und 1993 bei dtv junior, ab 2008 im Kinderbuchverlag cbj. Im März 2018 erschien eine neue Auflage im Piper Verlag, die passend zum gleichzeitig erschienenen Kinofilm den Titel Das Zeiträtsel trägt.

## Rezeption und Auszeichnungen
Die Zeitfalte war von Anfang an ein Erfolg und erhielt gute Kritiken. Madeleine L’Engle wurde dafür 1963 mit der Newbery Medal geehrt. 1964 war das Buch für den Hans Christian Andersen Preis nominiert. 1965 wurde es mit dem Lewis Carroll Shelf Award ausgezeichnet.
Die US-amerikanische Schriftstellerin Meg Rosoff schreibt in ihrer Buchrezension: „In den 1960er Jahren war A Wrinkle in Time ein Muss für jeden lesebegeisterten amerikanischen Teenager und ist auch noch ein halbes Jahrhundert später ein Bestseller. […] Anders als Der Fänger im Roggen wurde A Wrinkle in Time nicht für Erwachsene, sondern gezielt für Kinder geschrieben. L’Engles anspruchsvolle moralische und wissenschaftliche Inhalte begeistern junge Leser. Die Autorin stellt klar: ‚Wenn ich etwas zu sagen habe, das zu schwierig für Erwachsene ist, schreibe ich ein Kinderbuch.‘“
Laut der American Library Association ist Die Zeitfalte eines der am häufigsten beanstandeten Bücher in Bibliotheken in den USA. Trotz der deutlichen Bezüge zum Christentum waren es vor allem konservative christliche Gruppen, die versuchten, das Buch aus öffentlichen Bibliotheken und Schulbibliotheken entfernen zu lassen. Sie kritisierten die positive Darstellung von Zauberei sowie L’Engles unkonventionelle Interpretation von Gott und die Erwähnung von Jesus als Mensch in einem Atemzug mit Persönlichkeiten aus Kunst, Philosophie und Wissenschaft, wodurch ihm seine Göttlichkeit abgesprochen werde. Auch als Antwort auf diese Kritik der religiösen Rechten führt der liberale christliche Verlag Zondervan Die Zeitfalte in seiner Empfehlungsliste für christliche Jugendliche und in seiner Bestenliste der zehn besten christlichen Geschichten.

## Referenzen
Die Zeitfalte ist in dem literarischen Nachschlagewerk 1001 Kinder- und Jugendbücher – Lies uns, bevor Du erwachsen bist! für die Altersstufe 12+ Jahre enthalten.

## Adaptionen

### Film
Die erste Verfilmung des Buches war der zweiteilige kanadische Fernsehfilm von John Kent Harrison aus dem Jahr 2003 mit Katie Stuart in der Hauptrolle. Er wurde von Walt Disney Television produziert und in Deutschland unter dem Titel Gefangene der Zeit ausgestrahlt. Madeleine L’Engle war mit der Verfilmung unzufrieden. In einem Interview mit der Zeitschrift Newsweek bejahte sie die Frage, ob der Film ihre Erwartung erfüllt habe: Das habe er, denn er sei so schlecht wie erwartet.
Im März 2018 kam eine Neuverfilmung mit dem deutschen Titel Das Zeiträtsel ins Kino. Regie führte Ava DuVernay, die Hauptrolle spielt Storm Reid, weitere Rollen Oprah Winfrey, Reese Witherspoon, Mindy Kaling, Chris Pine, Gugu Mbatha-Raw, Rowan Blanchard und Zach Galifianakis.

### Theater
Die Zeitfalte wurde mehrmals als Theaterstück adaptiert, unter anderem von James Sie (Uraufführung 1990 unter der Regie von Meryl Friedman im Lifeline Theatre in Chicago), von John Glore (Uraufführung 2010 in Costa Mesa) und von Tracy Young (Uraufführung 2014 auf dem Oregon Shakespeare Festival).

### Oper
Libby Larsen komponierte eine Oper auf der Grundlage des Buches. Das Libretto schrieb Walter Green. Die Oper wurde von OperaDelaware produziert und 1992 uraufgeführt.

### Graphic Novel
Eine Adaption als Graphic Novel von Hope Larson erschien 2012 (ISBN 978-0-3743-8615-3). Wie auch den Roman übersetzte Wolf Harranth diese Fassung ins Deutsche. Sie erschien 2013 als Die Zeitfalte im Atrium Verlag (ISBN 978-3-8553-5441-2).

## Fortsetzungen
Madeleine L’Engle schrieb drei weitere Romane über die Abenteuer der Familie Murry:  A Wind in the Door (Der Riss im Raum, 1973), A Swiftly Tilting Planet (Durch Zeit und Raum, 1978), das mit einem National Book Award ausgezeichnet wurde, und Many Waters (Die große Flut, 1986). Parallel dazu schrieb L’Engle eine weitere Buchreihe, die einsetzt, nachdem Meg und Calvin eine Familie gegründet haben, und von ihren gemeinsamen Kindern und Enkelkindern handelt. Im Zentrum steht ihre älteste Tochter Polly O’Keefe. In dieser Reihe erschienen die Bände The Arm of the Starfish (1965), Dragons in the Waters (1976), A House Like a Lotus (1984) und An Acceptable Time (1989).
Die vier Bücher über die Familie Murry und An Acceptable Time sind gemeinsam als das Time Quintet bekannt und werden auch als Sammelausgaben verkauft. Gleichzeitig sind The Arm of the Starfish, Dragons in the Waters, A House Like a Lotus und An Acceptable Time als das Polly O’Keefe Quartet auf dem Markt.